# ヤマハ・XV1600ロードスター
XV1600 Road Star（エックスブイせんろっぴゃくロードスター）は、かつてヤマハ発動機が製造販売していた、クルーザー（アメリカン）タイプのオートバイ（大型自動二輪車）のシリーズ車種である。なお、欧州市場では「ワイルドスター」の名称で販売された。

## 概要
XV1600Aロードスターは、1100ccクラスを最上位機種とする「ドラッグスターシリーズ」よりもさらに上級クラスの1600ccクラスであり、発売当時は量産車中で最大排気量を誇ったモデルである。ヤマハ製クルーザーのフラッグシップモデルとして登場し、欧州および北米仕様は1998年末に先行発売され、日本国内仕様は1999年5月10日に発売された。
搭載されたエンジンは、完全新設計となる排気量1,601ccの空冷OHV4バルブV型2気筒であり、動弁系にはヤマハ製スポーツバイクでは初となる油圧リフターを採用。最大トルクをわずか2,000rpmで発揮し、アメリカン・クルーザーならではのトルクフルな特性を実現した。後にこのエンジンは排気量を1700cc・1900ccへと拡大され、XV1700ロードスター系モデルやXV1900ミッドナイトスターなどに受け継がれることとなった。なお、ロードスターのサブネームは、直系の後継機種となるXV1700系へと受け継がれている。また駆動方式は、日本製オートバイとしては珍しく、ベルトドライブ方式が採用された。
車名の表記に関しては、日本国内で販売された「XV1600」には派生モデルがなく一車種のみであることから、記号「A」を省略した「XV1600ロードスター」表記の場合があり、メーカーであるヤマハ公式の表記においてもAの省略は散見される。
XV1600Aロードスターは、日本国内販売は2000年が最終ラインナップとなった一方、海外仕様はその後も販売を継続。2003年が最終ラインナップとなり、派生モデルとともに同年の2004年モデルからXV1700系へ更新された。
2006年の段階でリコールが発生している。同2006年10月10日、ヤマハ発動機は日本国内で販売された1,280台（1999年4月 - 2000年8月製造分）について、トランスミッションの不具合に関するリコールを国土交通省に届け出た。これに対して、日本国外輸出分も含めた合計38,000台分の部品の準備が間に合わず、日本国内のユーザーに対し、ダイレクトメールで車両の一時使用中止を呼びかける事態となった。
仕様沿革
- 1999年 - 5JA3：国内仕様初期型
- 2000年 - 5JA6：国内仕様最終型

## 派生車種
XV1600Aロードスターの派生モデルとして、輸出専用モデルとなるXV1600ATロードスターシルバラードとXV1600ASロードスターミッドナイトがある。
XV1600ATロードスターシルバラードは1999年に2000年モデルとして登場。大型ウインドシールド、鋲打ち仕様の前後シート、バックレスト付きシーシーバー、サドルバッグなどを装備したツアラーモデルとなっている。また、ホワイトリボンタイヤを採用した点も外観上の大きな特徴となっている。2003年が最終ラインナップとなり、同年の2004年モデルからXV1700ATロードスターシルバラードへ更新された。
XV1600ASロードスターミッドナイトは2000年に2001年モデルとして登場（当初は「ロードスターミッドナイトスター」の名称）

。他モデルとは異なりキャストホイールを採用した点が最大の特徴となっている。2003年が最終ラインナップとなり、同年の2004年モデルからXV1700AMロードスターミッドナイトへ更新された。